# أبناء ج. ب. بتنام
أبناء ج. ب. بتنام (بالإنجليزية: G.P. Putnam's Sons)‏ هي دار نشر أمريكية مقرها في مدينة نيويورك، قام بتأسيسها جورج بالمر بتنام، وجون وايلي عام 1838.  قامت الدار بإصدار ونشر العديد من الكتب والروايات أبرزها رواية العراب للكاتب ماريو بوزو.

## الكُتاب
بعض الكُتاب الذين تعاقدوا مع دار النشر:
- جيمس فينيمور كوبر
- روبرت أ. هيينلين
- واشنطن ايرفينغ
- تشارلز ليندبيرغ
- فلاديمير نابوكوف
- فريدريك لاو أولمستيد
- فرانسيس باركمان
- نيل باسريتشا
- إدغار آلان بو
- ماريو بوزو
- ثيودور روزفلت
- كريستين سادلر